# Mouin Rabbani
Mouin Rabbani (arabe : معين رباني) est un analyste Néerlandais-Palestinien spécialiste du Moyen-Orient, en particulier du conflit israélo-arabe et des affaires palestiniennes,. Rabbani est basé à Amman, en Jordanie et a été analyste principal pour l'International Crisis Group, directeur pour la Palestine au Palestine American Research Center, directeur de projet pour l'Association of Netherlands Municipalities, ainsi que bénévole et rédacteur en chef de Al-Haq. Rabbani est actuellement chercheur principal à l'Institute for Palestine Studies,, co-rédacteur en chef de Jadaliyya, et rédacteur collaborateur du Middle East Report.

## Contexte
Rabbani est né à Heerenveen, aux Pays-Bas. Il a obtenu sa licence en Histoire et Relations internationales à l'Université Tufts en 1986. De plus, Mouin Rabbani a obtenu un master en Études arabes contemporaines à l'Université de Georgetown,,. Pendant une courte période, Rabbani a travaillé pour le bureau de l'envoyé spécial des Nations Unies pour la Syrie avant de démissionner en 2014.

### Écrits
Rabbani a écrit pour de nombreuses publications, notamment Third World Quarterly, Journal of Palestine Studies, The Nation, Foreign Policy, London Review of Books,, et The Hill. Ses analyses et opinions ont été citées par de nombreux médias internationaux tels que The New York Times,, The Guardian, Reuters, Haaretz, The Washington Post et Al Jazeera,. Contrairement à certains de ses contemporains, il a critiqué la faisabilité d'une solution à un seul État dans le conflit israélo-palestinien, du moins à court terme.

## Livre
- Aborted State? The UN Initiative and New Palestinian Junctures. Codirigé avec Noura Erakat, 2013.